# El Contento, Hidalgo
El Contento är en ort i Mexiko.   Den ligger i kommunen Huasca de Ocampo och delstaten Hidalgo, i den sydöstra delen av landet, 110 km nordost om huvudstaden Mexico City. El Contento ligger 2 049 meter över havet och antalet invånare är 119.
Terrängen runt El Contento är huvudsakligen kuperad, men åt sydost är den platt. Terrängen runt El Contento sluttar norrut. Runt El Contento är det ganska tätbefolkat, med 75 invånare per kvadratkilometer. Närmaste större samhälle är Mineral del Monte, 19,8 km sydväst om El Contento. Omgivningarna runt El Contento är en mosaik av jordbruksmark och naturlig växtlighet.